# Nilobezzia tetrasticta
Nilobezzia tetrasticta är en tvåvingeart som först beskrevs av Jean-Jacques Kieffer 1911.  Nilobezzia tetrasticta ingår i släktet Nilobezzia och familjen svidknott. Inga underarter finns listade i Catalogue of Life.